# 昭和45年台風第10号
昭和45年台風第10号（しょうわ45ねんたいふうだい10ごう、国際名：アニータ/Anita）は、1970年（昭和45年）8月に発生し、西日本に被害をもたらした台風である。高知県での被害が特に大きく、土佐湾などで記録的な高潮が発生したことから土佐湾台風とも呼ばれるが、この名称は「伊勢湾台風」のように気象庁が公式に命名したものではない。

## 概要

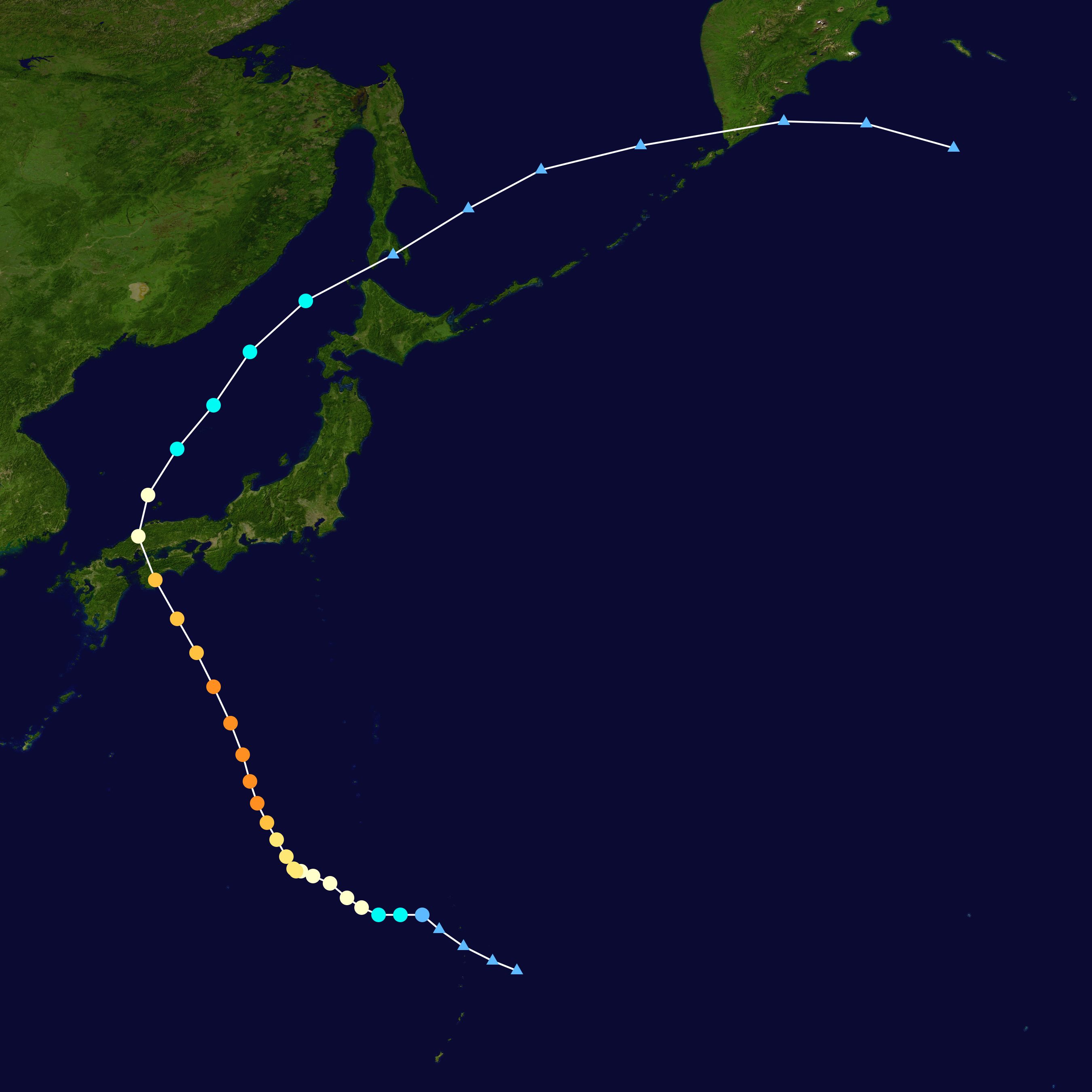
進路図

- 1970年8月15日9時にググアン島東南の海上で熱帯低気圧発生。
- 1970年8月16日15時、マウグ島の西南西、北緯19度6分・東経142度9分で台風第10号（アニータ/Anita）となる。
- 台風は17日21時から北西に進み、20日3時に和歌山県潮岬の南約850㎞に達し中心気圧910hPa、最大風速55m/sとなった。
- 8月21日8時、高知県佐賀町（現在の黒潮町佐賀地区）付近に上陸した。11時過ぎには愛媛県松山市から安芸灘、瀬戸内海に入り、12時頃には広島県呉市東部に再上陸、15時頃には島根県大田市西方から日本海に抜け、北北東へ進んで8月23日3時に礼文島西方の北緯46度4分、東経142度6分で温帯低気圧になり、24日15時にベーリング島南方の海上で消滅した。
- 高知県は21日早朝から昼頃にかけ台風の暴風域に入り、高知市では9時00分に最大風速29.2m/s（観測史上1位）、9時05分に最大瞬間風速54.3m/s（観測史上1位）を観測した。また、土佐湾沿岸では異常な高潮（桂浜の検潮所では、最大潮位313cm、最大偏差235cmを記録）が発生し、さらに満潮時と重なったため、海水は防潮堤や河川護岸を乗り越えあるいはそれを決壊してあふれ、高知市周辺一帯に大災害をもたらした。

| 順位 | 名称                                 | 国際名  | 最大 風速 （m/s） | 風向   | 観測年月日     | 観測地点                  |
| ---- | ------------------------------------ | ------- | ----------------- | ------ | -------------- | ------------------------- |
| 1    | 昭和40年台風第23号                   | Shirley | 69.8              | 西南西 | 1965年9月10日  | 室戸岬 （高知・気象官署） |
| 2    | ルース台風 （昭和26年台風第15号）    | Ruth    | 69.3              | 南     | 1951年10月14日 | 細島 （宮崎・燈台）       |
| 3    | ルース台風 （昭和26年台風第15号）    | Ruth    | 67.1              | 南東   | 1951年10月14日 | 佐田岬 （愛媛・燈台）     |
| 4    | 第2室戸台風 （昭和36年台風第18号）   | Nancy   | 66.7              | 西南西 | 1961年9月16日  | 室戸岬 （高知・気象官署） |
| 5    | 昭和29年台風第13号                   | Kathy   | 65.0              | 南南西 | 1954年9月7日   | 都井岬 （宮崎・燈台）     |
| 6    | 洞爺丸台風 （昭和29年台風第15号）    | Marie   | 63.3              | 南南西 | 1954年9月27日  | 神威岬 （北海道・燈台）   |
| 7    | 第2宮古島台風 （昭和41年台風第18号） | Cora    | 60.8              | 北東   | 1966年9月5日   | 宮古島 （沖縄・気象官署） |
| 8    | 洞爺丸台風 （昭和29年台風第15号）    | Marie   | 58.8              | 西南西 | 1954年9月26日  | 佐多岬 （鹿児島・燈台）   |
| 9    | 昭和45年台風第10号                   | Anita   | 57.5              | 北西   | 1970年8月21日  | 土佐沖ノ島 （高知・燈台） |
| 10   | 昭和5年8月の台風 （名称なし）        | -       | 57.0※             | 北東   | 1930年8月9日   | 南大東島 （沖縄）         |

※ - 測器破損のため推定値

## 被害状況
- 人的被害
（死者：23名、行方不明者：4名、負傷者：556名）
- 住家被害 損壊 - 48652棟
- 住家被害 浸水 - 59961棟